# Doucy-en-Bauges
Doucy-en-Bauges è un comune francese di 98 abitanti situato nel dipartimento della Savoia della regione dell'Alvernia-Rodano-Alpi.

## Società

### Evoluzione demografica
Abitanti censiti